# Der fesche Husar
Der fesche Husar ist eine deutsch-britisch-ungarische Stummfilm-Liebesromanze aus dem Jahre 1928 von Géza von Bolváry mit dem Briten Ivor Novello in der Titelrolle. Die Geschichte basiert auf dem Roman A Noszty fiú esete Tóth Marival des ungarischen Schriftstellers Kálmán Mikszáth.

## Handlung
Der titelgebende fesche Husar Ferry Noszty dient als Oberleutnant in einem Regiment, das er jedoch bald verlassen muss, weil er unehrenhafterweise beim Glücksspiel viel Geld verloren hat und dadurch für seine Kameraden und Vorgesetzten zu einer Belastung geworden ist. Sein künftiger Schwager ist bereit, ihm zu helfen, aber nur unter der Bedingung, dass er endlich solide und sittsam wird, was dem feschen Husaren, der einen Ruf als galanter Charmeur und Frauenversteher besitzt, sichtlich schwerfällt. Noszty hat bereits seine Sachen gepackt und will auf das Gut seines zukünftigen Schwagers aufbrechen, da lernt er in einem Hotel eine ihm unbekannte junge Dame kennen. Es handelt sich um die charmante Mari Toth, Tochter eines sehr reichen Gutsbesitzers, die aus Amerika heimgekehrt ist und hier inkognito als „Mary Wentworth“ weilt. Sofort ist der fesche Ex-Husar ganz Feuer und Flamme und umwirbt die ihm fremde Schöne nach allen Regeln der Kunst. Selbst eine Zigeunerkapelle lässt Franzl aufspielen.
Auf dem Gut des Schwagers in spe angekommen, plant der geschasste Oberleutnant seinem Versprechen, fortan solide werden zu wollen, nachzukommen und beginnt sich mit allen Belangen der Landwirtschaft vertraut zu machen. Ohne zu wissen, um wen es sich handelt, lernt Ferry auch den Gutsnachbarn kennen, und dies ist niemand anderes als Michael Toth, der Vater von dessen unlängst vom Husaren umgarnten Tochter Mari alias Mary. Selbige ist vorerst jedoch misstrauisch, glaubt sie doch, dass der fesche Husar nichts anderes ist als ein weiterer Schwerenöter und Mitgiftjäger, der es nur auf Papas Vermögen abgesehen haben könnte. Und so stellt Mari ihren Herzbuben auf die Probe. Die Amerika-Heimkehrerin spielt das einfache Landmädchen und muss schließlich feststellen, dass es ihr Schwarm tatsächlich ernst mit ihr meint. So wird aus dem feschen Husar Noszty und der lieblichen Mari ein Ehepaar, und selbst eine Rückkehr des Herrn Oberleutnant in sein Regiment steht nun nichts mehr entgegen.

## Produktionsnotizen
Der fesche Husar entstand zum Jahresbeginn 1928 mit Außenaufnahmen in der ungarischen Puszta, passierte die Filmzensur am 9. Juni desselben Jahres und wurde am 30. August 1928 im UFA-Theater am Kurfürstendamm uraufgeführt. Die Länge des mit Jugendverbot belegten Siebenakters betrug 3380 Meter. In Österreich lief der Streifen unter dem Titel Oberleutnant Franzl.
O. F. Werndorff entwarf die von Emil Hasler ausgeführten Filmbauten.
Derselbe Stoff wurde 1960 unter dem ungarischen Originaltitel erneut verfilmt.

## Kritiken
Das Linzer Tagblatt befand: „Das Filmwerk zeichnet sich durch die großartigen Szenen aus der Puszta und ihrem Hirtenleben, durch die wunderbare ungarische Landschaft aus, die in ihrer ganzen Wucht auf den Beschauer wirkt. Die Darsteller selbst sind Künstler von erstem Rang. Ivor Novellos [sic!] … hat ein natürliches und darum schon bezwingendes Spiel. (…) Das Filmwerk unterhält prächtig.“
Der Tag schrieb: „Die Durchführung der Handlung ist liebenswürdig und interessante schöne Bilder der ungarischen Landschaft verlebendigen den Hintergrund. Evelyn Holt ist eine entzückende Gutsbesitzerstochter. Ivor Novello ein sympathischer Liebhaber, und Ernst Verebes der lustigste Filmkomiker. Der von Geza Bolvary-Zahn inszenierte Film hat Niveau und ist unterhaltsam.“
Die Salzburger Chronik attestierte dem Film eine „flotte Natürlichkeit“ und meinte überdies: „Eine glückliche Mischung von Temperament, Leichtlebigkeit und Liebe charakterisiert die Handlung. Die wechselvollen Schicksale des Helden erhalten die Spannung bis zum befriedigenden Schluß. Die sehr lebendige Darstellung von Ivor Tovello [sic!] und Evelyn Holt ist von bezwingender Wirkung. Stimmungsvolle Aufnahmen aus der Pusta passen ebenso gut zur Handlung wie die ungarischen Weisen der Musikkapelle.“